# Eberhard Nürnberg
Eberhard Nürnberg (* 1928 in Berlin; † 26. August 2016 ebenda) war ein deutscher pharmazeutischer Chemiker.

## Leben
Eberhard Nürnberg wurde in Berlin geboren und machte 1946 in Kassel sein Abitur. Von 1947 bis 1949 absolvierte er ein Apothekerpraktikum, ehe er ab 1950 an der Philipps-Universität Marburg Pharmazie und Chemie studierte. 1954 wurde er als Apotheker approbiert, zwei Jahre später promovierte er Über einige Abkömmlinge der Thioessigsäure und Thiobenzoesäure. Anschließend leitete er ein pharmazeutisches Entwicklungslabor des Unternehmens Merck. Im Jahr 1970 habilitierte er über Neue Anwendungsgebiete der Sprühtrocknung in der Praxis, woraufhin er 1972 zum Honorarprofessor ernannt wurde. 1975 wurde er schließlich Professor für Pharmazeutische Technologie an der Friedrich-Alexander-Universität Erlangen-Nürnberg. 1993 ging er in den Ruhestand.
Nürnberg veröffentlichte im Laufe seiner Karriere über 250 wissenschaftliche Publikationen.